# اتا مار
اتا مار یک ستاره است که در صورت فلکی مار قرار دارد.